# Imagining Argentina
Imagining Argentina är en amerikansk-spansk-brittisk långfilm från 2003 i regi av Christopher Hampton, med Antonio Banderas och Emma Thompson i huvudrollerna.

## Handling
Buenos Aires, 1976: Argentina styrs sedan en tid tillbaka av en ny militärjunta, landet är splittrat och sargat och överallt finns skräcken för regimens fruktade spinoer. Mitt i detta kaos står journalisten Cecilia Rueda, en stark förespråkare för mänskliga rättigheter och kritiker till regimen, hon publicerar en artikel om de tusentals människor som har försvunnit i landet den senaste tiden. En dag har hon gått för långt och han förs till ett av landets många hemliga fängelser. Utom sig av oro trotsar hennes man Carlos alla faror när han försöker ta reda på vad som hänt henne, hans sökande och sorgen och ovissheten leder till att han börjar få märkliga syner. Hans övernaturliga förmåga visar sig snart kunna hjälpa andra vars anhöriga gripits av regimen då han kan se vad som hänt dem och ibland till och med hitta dem. Men hur mycket han än försöker lyckas han inte hitta Cecilia och snappar bara upp fragment av vad som hänt henne och snart tilldrar sig även han regimens intresse. Carlos är nu inne i ett dödligt spel mot en brutal regim som inte skyr några medel för att röja sina kritiker ur vägen. Snart står både hans eget, hans dotters och vänners liv på spel.

## Roller (urval)
- Antonio Banderas - Carlos Rueda
- Emma Thompson - Cecilia Rueda
- Leticia Dolera - Teresa
- Kuno Becker  - Gustavo Santos
- Rubén Blades - Silvio Ayala